# 일본영화제
일본영화제(Japanese Film Festival, JFF)는 일본 영화를 전문으로 하여 싱가포르에서 개최되는 영화제이다. 1983년 제1회가 시작되었으며, 1999년부터 2016년까지는 해마다 개최되었다. 싱가포르 관객을 염두에 둔다. 2017년에는 개최되지 않았다. 2018년 도쿄의 국제교류기금의 새로운 방향으로 인해 주로 일본의 상업 영화 상영으로 전환하였다.
싱가포르의 코로나19 범유행으로 인해 2020년과 2021년에는 하이브리드 상영으로 전환했다. 2022년 축제의 경우 시네마 전용 이벤트가 되었다.